# Placetum regium
Placetum regium (královský souhlas, jinak také Exekvatur nebo Pareatis) je nařízení, které zakazuje zveřejnit bulu bez souhlasu panovníka. Církev se proti takovýmto omezením bránila a prohlašovala je za neplatné.
Tato nařízení vydalo (potvrdilo) několik panovníků:
- 1404 – Zikmund Lucemburský vydal zákaz pro Uhersko, jeho snahou bylo omezení vlivu papeže Bonifáce IX., který podporoval Ladislava Neapolského v nárocích na uherský trůn
- Matyáš Korvín – potvrdil existující stav
- 1641 – Ferdinand III.
- 1749 – Marie Terezie
- 1781 – Josef II. potvrdil zákaz ve svých dědičných zemích, zrušil ho až František Josef I. patenty z 18. a 23. dubna 1850[2]
- Leopold II. – nástupce Josefa II., potvrdil zákaz

Podobné nařízení existovalo i ve Francii (Galikanismus z roku 1681, v Německu, či v některých švýcarských kantonech (St. Gallen).